# わくわく宝島
わくわく宝島（わくわくたからじま）は、讀賣テレビ放送（読売テレビ、ytv）主催の番組連動型イベントである。2005年から4年間、毎年夏に開催された。

## 概略
2004年に、同じく在阪局である毎日放送 (MBS) が主催した「オーサカキング」が成功したのを受けて、2005年に天保山ハーバービレッジ一帯で「天保山10デイズ わくわく宝島」として開催された。会場内には『ダウンタウンDX』や『なるトモ!』、『たかじんのそこまで言って委員会』など、ytvの人気番組のパビリオンが各所に設置された他、イベント期間中、真島茂樹プロデュースによる「マジーのわくわく宝島ショー」が上演された。またサントリーミュージアム「天保山」にあるサントリーアイマックスシアターでは『名探偵コナン』の巨大3D映像が上映された（2006年も上映）。2005年7月31日には、会場内で『全国高等学校クイズ選手権』近畿大会決勝戦が開催された。最終日である2005年8月7日に放送された特番『わくわく宝島スペシャル』では、一般視聴者によって結成された「キダ・タロー・シンフォニー」がキダ・タローの代表曲メドレーをオーケストラで生演奏した。同企画のリポーターを務めたお笑いコンビ・千鳥も当日の演奏に参加している（大悟はクラリネット、ノブはヴィオラ）。
2006年も、2005年に引き続き天保山一帯で「天保山10デイズ わくわく宝島2006」が開催された。真島茂樹によるショーは、より多くの来場者が見られるようにパレード方式に変わり、海遊館では龍宮城に招かれた假屋崎省吾が乙姫様からの望みを叶えるという設定でフラワーアレンジメントを手がけた「カーリーのわくわく龍宮城マジカルフラワー」が開催された。また会場内放送として、コミュニティFM「宝島WAVE」がイベント期間限定で開局されたが、入場者数は前年の45万人を下回る43万9000人で、入場者数を前年から大幅に伸ばした「オーサカキング」とは対照的な結果となった。
2007年には読売テレビ本社のある大阪ビジネスパーク（OBP）周辺に会場を移し、「わくわく宝島2007 OBPでウッキッキー!」として開催された。最後の2日間を『24時間テレビ 「愛は地球を救う」』の放送日に合わせる形で「オーサカキング」と時期をずらしたこともあり、入場者数は47万4000人と持ち直した。
2008年も引き続きOBPで「わくわく宝島2008」として開催された。開催に先立ち、山崎製パンとコラボレーションした「ランチパック・みかん」が関西地区限定で発売された他、会場エリアでしか視聴できない、イベント期間限定のワンセグ放送も行われた。だが、予定されていたたむらけんじ経営の焼肉店「炭火焼肉たむら」の出店中止や、悪天候が続いたことも影響し、入場者数は大幅に下回ってしまった。
2009年は、読売テレビの広告収入減などによる会社経営の悪化で中止することが発表されたほか、以降も開催されていない。
会場内の入場は一部の有料施設を除き無料。番組パビリオン内の有料アトラクションは2005年のみ無料だったが、2006年からは宝じマネー（100わくわく（W） = 100円・1シート10枚単位の販売）が必要となった（ただしグッズ販売所・飲食ブースでは現金併用可）。なお3歳以下は無料だが、有料ゲームへの参加には料金が発生する。

## 開催日程
| 開催年 | イベント正式名                      | 開催期間                           | スペシャルサポーター | 入場者数   |
| ------ | ----------------------------------- | ---------------------------------- | -------------------- | ---------- |
| 2005年 | 天保山10デイズ わくわく宝島         | 2005年7月29日（金）〜8月7日（日）  | レギュラー、真島茂樹 | 45万人     |
| 2006年 | 天保山10デイズ わくわく宝島2006     | 2006年7月28日（金）〜8月6日（日）  | レギュラー、真島茂樹 | 43万9000人 |
| 2007年 | わくわく宝島2007 OBPでウッキッキー! | 2007年8月11日（土）〜8月19日（日） | 藤井隆、山口智充     | 47万4000人 |
| 2008年 | わくわく宝島2008                    | 2008年8月23日（土）〜8月31日（日） | なるみ、陣内智則     | 31万9000人 |

## 会場
- 天保山ハーバービレッジ一帯（2005年・2006年）
- 大阪ビジネスパーク (OBP) 周辺（2007年・2008年）

## マスコットキャラクター
ytvのマスコットキャラクターがこのイベントでも使用されている。
- テレビヤン（2005年・2006年）
- ウキキ（2007年）
- ウキキとミニニ（2008年）

## テーマソング・イメージソング
- 2005年：『宝島伝説〜ワクワク・愛の伝道師〜』 真島茂樹
- 2006年：『愛キラキラ』 マジーとレギュラー
- 2007年：選定なし
- 2008年：『ゴール』 岡野宏典

## 主催・共催・後援
- 主催
  - 讀賣テレビ放送
- 共催
  - 大阪市
- 後援
  - 読売新聞大阪本社
  - 報知新聞社
  - 大阪ビジネスパーク開発協議会
  - 大阪商工会議所
  - 関西経済連合会
  - 関西経済同友会
  - 大阪21世紀協会
  - 大阪観光コンベンション協会

### 天保山開催時（2005年・2006年）
- 共催
  - 大阪市
  - 大阪ウォーターフロント開発株式会社
- 後援
  - 読売新聞大阪本社
  - 報知新聞社
- 協力
  - 大阪水上バス株式会社
  - サントリーミュージアム
  - 泉陽興業株式会社
  - 株式会社ホテルシーガル高島屋
  - 天保山商店会